# Muja
A Muja (oroszul Муя) folyó Oroszország ázsiai részén, Burjátföldön, a Vityim bal oldali mellékfolyója.

## Földrajz
Hossza 365 km, vízgyűjtő területe 11 900 km².
Burjátföld északkeleti részének folyója. A Mujakani-hegységben ered és északkelet felé folyik, előbb a Mujakani- és a Dél-mujai-hegység közötti szűk völgyben, majd alsó szakaszán, a széles Muja–Kuandai-medencében. Burjátföld északkeleti, Bajkálontúli határterülettel közös határán, Uszty-Muja település mellett ömlik a Vityimbe. Fő folyója magas vízállás idején az alsó szakaszt visszaduzzasztja.
Partjára épült Takszimo városi jellegű település, Burjátföld Mujai járásának székhelye; vasútállomás a Bajkál–Amur-vasútvonalon. 
A folyó kisebb hajókkal a torkolattól kb. 100 km-ig, Takszimóig hajózható. Vízgyűjtő területén krizotilazbeszt lelőhelyek találhatók.
Jelentősebb bal oldali mellékfolyója a Mujakan (a kan kicsinyítőképző, a név jelentése tehát: 'kis Muja').